# 鲁珀特·朱利安
鲁珀特·朱利安（Rupert Julian；1879年1月25日—1943年12月27日）是一名新西兰电影演员、导演、编剧和制片人，执导过60部电影，出演过90多部电影，成名作为《歌剧魅影》。

## 早年
他出生于新西兰旺加罗阿，原名托马斯·珀西瓦尔·海耶斯（Thomas Percival Hayes），是小约翰·戴利·海耶斯（John Daly Hayes Jr）和伊莉莎·哈里特·海耶斯（Eliza Harriet Hayes）的儿子。他的父亲是一名牧场主，饲养牛羊为生。
朱利安的父母本打算培育他成为一名罗马天主教神父，但他没有听从父母的安排。他在布尔战争期间自愿在英国陆军服役，在两年服役期间两次被俘。第一次被交换，第二次自行逃脱。最终，他以中尉的军衔退役。此外，他还做过水手、茶叶推销员和小型蒸汽机（donkey engine）工程师。

## 职业生涯
朱利安16时成为演员，曾在故乡和澳大利亚演出。1911年移居美国，在纽约戴利剧院（Daly Theatre）表演，曾与老蒂龙·鲍尔一起巡回演出。他于1914年转行为导演，以《柏林的野兽凯撒》（1918）成名，也因此被环球影业看中。
1923年，当导演埃里希·冯·施特罗海姆被解雇后，他被指派完成《旋转木马》（1923）。1924年执导了《歌剧魅影》，但在该片上映前不久就离开了剧组。剧组聘请了另一位导演完成拍摄并更改了结局。朱利安跑到塞西爾·德米爾手下工作，导演过《The Cat Creeps》和《Love Comes Together 》等。

## 去世
1943年12月27日，朱利安在加利福尼亚州好莱坞的家中去世，享年64岁。1943年，他被安葬在加利福尼亚州格伦代尔的森林草坪纪念公园公墓（Forest Lawn Memorial-Parks & Mortuaries）。